# Katechizm polskiego dziecka (zbiór wierszy)
Katechizm polskiego dziecka – zbiór wierszy patriotycznych dla dzieci autorstwa Władysława Bełzy opublikowany w 1900 roku.
Zbiór zawiera tytułowy wiersz Katechizm polskiego dziecka, zaczynający się od słów „Kto ty jesteś? - Polak mały”. Wiersz ten jako jedyny z całej twórczości poety przetrwał próbę czasu i do dziś jest powszechnie znany.
Autor zbiór wierszy dedykował swojemu chrześniakowi, Ludwikowi Wolskiemu.

## Zawartość zbioru
- Katechizm polskiego dziecka
- O celu Polaka
- Cnoty kardynalne
- Polska mowa
- Ojczenasz polskiego dziecka
- Modlitwa do Dzieciątka Jezus
- Hymn majowy
- Do polskiego chłopięcia
- Do polskiej dzieweczki
- Co kochać?
- Ziemia rodzinna
- Modlitwa polskiego dziecka